# Guatteria procera
Guatteria procera är en kirimojaväxtart som beskrevs av Robert Elias Fries. Guatteria procera ingår i släktet Guatteria och familjen kirimojaväxter. Inga underarter finns listade i Catalogue of Life.